# موش‌های مارگارتا
موش‌های مارگارتا (نام علمی: Margaretamys) نام یک سرده از زیرخانواده نیاموشان است.